# Blommersia blommersae
A Blommersia blommersae a kétéltűek (Amphibia) osztályába, a békák (Anura) rendjébe és az aranybékafélék (Mantellidae) családjába tartozó faj.

## Nevének eredete
Nevét Rose Marie Antoinette Blommers-Schlösser holland zoológus, herpetológus tiszteletére kapta.

## Előfordulása
Madagaszkár endemikus faja. A sziget középső-keleti területein, 800–1200 m-es tengerszint feletti magasságban honos, az Andasibe Nemzeti Parktól a Ranomafana Nemzeti Parkig.

## Megjelenése
Kis méretű, karcsú testfelépítésű békafaj, testhossza elérheti a 22 mm-t. Mellső lábai úszóhártya nélküliek, a hátsókon található úszóhártya. Színe változatos, háta szürke vagy világosbarna, sötétebb, szabálytalanul elhelyezkedő pettyekkel. Hallószerve környéke barna. Felső ajka fehér. Hasi oldala szabálytalan, sötét színnel pettyezett, különösen a torkán és a mellén.

## Természetvédelmi helyzete
A vörös lista a nem veszélyeztetett fajok között tartja nyilván.